# هیس… هیس، شارلوت عزیز
«هیس… هیس، شارلوت عزیز» (انگلیسی: Hush… Hush, Sweet Charlotte) یک فیلم آمریکایی در سبک مرموز و مهیج به کارگردانی رابرت آلدریچ است که در سال ۱۹۶۴ منتشر شد.

## موضوع فیلم
«شارلوت هولیس» پس از پیدا شدن یکی از اقوام گمشده و آشکار شدن رازی خانوادگی به جنون کشیده می‌شود.

## بازیگران
- بت دیویس
- اولیویا دی هاویلند
- جوزف کاتن
- اگنس مورهد
- سسیل کلاوای
- مری آستور
- ویکتور بوینو
- بروس درن
- فرانک فرگوسن
- جرج کندی
- ویسلی دیود